# 小行星7950
小行星7950（7950 Berezov）是一颗绕太阳运转的小行星，为主小行星带小行星。该小行星于1992年9月28日发现。

## 轨道参数
小行星7950的轨道半长轴为3.1028420 UA，离心率为0.105。